# Південний В'єтнам
Півде́нний В'єтна́м (Республіка В'єтнам, в'єт. Việt Nam Cộng hòa) — країна в південній частині материкової Південно-Східної Азії, а також поширене в літературі найменування держави, що існувала в 1954—1976 (фактично до 1975) в частині сучасного В'єтнаму на південь від 17 паралелі (річки Бенхай). Терміни «Південний В'єтнам» і «Північний В'єтнам» здобули загального користування в 1954 році під час Женевської конференції, коли В'єтнам зазнав розділу на комуністичну і не комуністичну зони по 17-й паралелі.
Найменування держави:
- 1954—1955: Держава В'єтнам (в'єт. Quốc gia Việt Nam)
- 1955—1975: Республіка В'єтнам (в'єт. Việt Nam Cộng Hòa)
- 1975—1976: Республіка Південний В'єтнам (в'єт. Cộng Hòa Miền Nam Việt Nam).

Столицею Південного В'єтнаму було місто Сайгон (нині Хошимін).
Витоки Південного В'єтнаму можна віднести до французької колонії Кохінхіна, частини французького Індокитаю, яка складалася з південної третини В'єтнаму. Після Другої світової війни, В'єтмінь, очолювана Хо Ши Міном, проголосила «В'єтнамську незалежність» в Ханої. У 1949 році, не комуністичні в'єтнамські політики сформували інший уряд в Сайгоні очолюваний колишнім імператором Бао Дайом. Бао Дая було повалено прем'єр-міністром Нго Дінь З'ємом в 1955 році, який проголосив себе президентом після референдуму. Нго Дінь З'єма було повалено в результаті військового перевороту в 1963 році, розпочата серія короткотривалих військових урядів. Генерал Нгуєн Ван Тхієу керував країною протягом 1967—1975 років. В'єтнамська війна почалася в 1959 році з заколоту В'єтконгу за допомогою військ Північного В'єтнаму. Під час кульмінації боротьби — Тетського наступу у 1968 році, було зареєстровано понад 1,5 мільйонів Південно-в'єтнамських солдатів і 500 000 американських солдатів у Південному В'єтнамі. Незважаючи на мирний договір укладений у січні 1973 року, бойові дії продовжувалися, до поки армія Північного В'єтнаму не захопила Сайгон 30 квітня 1975 року.

## Історія
Існувало кілька причин того, чому Південний В'єтнам відокремився від Північного. Ця територія пізніше за все була приєднана до історичної в'єтнамської держави. У зв'язку з цим Франція відносно легко окупувала цю частину В'єтнаму в XIX столітті. У той час як Аннам (Центральний В'єтнам) і Тонкін (Північний В'єтнам) мали статус протекторатів, Південний В'єтнам (Кохінхіна) був колонією і від нього навіть обиралися депутати до французького парламенту. Тому французькі інтереси тут були сильніші, ніж в іншій частині В'єтнаму, і після закінчення Другої світової війни французи доклали всіх зусиль, щоб не допустити на цю територію партизанів з Північного В'єтнаму. У 1949 на півдні В'єтнаму була проголошена держава, формальним правителем якого був імператор Бао Дай, фактично ж у ньому управляла колоніальна адміністрація. У 1954 згідно з Женевським договором відбулося розділення В'єтнаму, при цьому близько 1 млн католиків із Північного В'єтнаму втекло на південь.
Південнов'єтнамський уряд, проте, зіткнувся з нездатністю повністю контролювати країну, на території якої боролися різні релігійні і терористичні угруповання.
Війна між Північним В'єтнамом і партизанами Південного В'єтнаму, з одного боку, проти США і уряду Південного В'єтнаму, з іншого боку, формально закінчилася в 1973 році підписанням Паризьких мирних угод, після підписання яких американські війська були виведені з Південного В'єтнаму. Але північнов'єтнамська армія в порушення цих угод продовжила ведення бойових дій з метою анексувати країну. У березні-квітні 1975 року в результаті широкомасштабного наступу ця мета була досягнута. Новий уряд був повністю підконтрольний північнов'єтнамський адміністрації, і в 1976 році було оголошено про «об'єднання» Південного і Північного В'єтнаму в єдину Соціалістичну республіку В'єтнам.

## Географія
Південний В'єтнам має поділ на прибережні низовини, гірське Центральне нагір'я (Тай Нгуєн), і дельту річки Меконг.

## Політичний устрій
Південний В'єтнам пережив багато політичних змін у своєму короткому житті. Спочатку, держава була конституційною монархією, з імператором Бао Даєм на чолі. Але в'єтнамська монархія була непопулярною через співпрацю монархів з французькими колонізаторами.
У 1955 році відбувся референдум, який був фіктивним опитуванням, з результатами 98 % голосів на користь скасування монархії. В Сайгоні, Нго Дінь З'єм отримав 133 % голосів. Цей референдум скасував монархію і зробив прем'єр-міністра Нго Дінь З'єма першим президентом. Незважаючи на успіхи в політиці, економіці і соціальні зміни в перші 5 років, Нго Дінь З'єм швидко став диктатором. З мовчазної згоди уряду Сполучених Штатів, офіцери АРВН на чолі з генералом Зіонг Ван Міньом організували державний переворот і вбили його в 1963 році. Військові мали короткотривалий уряд, поки генеральна Нгуєн Хань повалив Міна у січні 1964 року. До кінця 1965 року, відбулося кілька переворотів, цивільні особи на чолі урядів дозволили робити видимість громадянського правління, а не військової хунти.
У 1965 році цивільний уряд добровільно подав у відставку і передав владу військовим, в надії на те що це принесе стабільність і єдність нації. Обрані Установчі збори з представництвом військових вирішили змінити державну систему на парламентську систему з сильним президентом. Було обрано двопалатну Національну Асамблею, що складалася з сенату і палати представників, які були обрані в 1967 році. Військовому уряду, спочатку не вдалося забезпечити стабільність. Через внутрішні конфлікти і політичну недосвідченість, викликану різними фракціями, в армії розпочалась череда переворотів і контр-переворотів один проти одного. Ситуація стабілізувалася в середині 1965 року, коли голова В'єтнамських ВПС Нгуєн Као Кі став прем'єр-міністром, з генералом Нгуєн Ван Тіу як номінальним главою держави.
У 1967 році Південний В'єтнам провів свої перші вибори за новою системою. Після виборів Південний В'єтнам перейшов до президентської системи. Військові призначили Нгуен Ван Тіу як свого кандидата, і його було обрано. Тіу швидко прибирає владу до своїх рук на велике розчарування тих, хто сподівався на епоху більшої політичної відкритості. Його було переобрано президентом у 1971 році, отримавши підозріло високі 94 % голосів виборців. Тіу правив до останніх днів війни, пішовши у відставку в 1975 році. Зіонг Ван Мінь останній президент країни, беззастережно здався комуністичним військам через кілька днів після вступу на посаду.
Південний В'єтнам був членом Agence de Coopération Culturelle et Technique, Азійський банк розвитку (АБР), Світовий банк (МБРР), Міжнародна асоціація розвитку (МАР), Міжнародна Фінансова Корпорація (МФК), МВФ, Міжнародна організація супутникового зв'язку (Intelsat), Інтерпол, МОК, МКС, Міжнародний рух Червоного Хреста і Червоного Півмісяця, ЮНЕСКО та Всесвітній поштовий союз (ВПС).

## Економіка
Південний В'єтнам мав вільну ринкову економіку та орієнтувався на Захід. Мав власну авіакомпанію — Air Vietnam. Економіка в значній мірі трималась на американських дотаціях й наявності великої кількості американців у країні у 1961—1973 роках. Виробництво електрики збільшилося у чотирнадцять разів протягом 1954—1973 років, а промисловість збільшувала випуск продукції в середньому на 6,9 % на рік. В той же період, виробництво рису збільшилося на 203 %, а кількість студентів в університетах зросло з 2,000 до 90,000. Американська допомога досягла 2,3 млрд дол США в 1973 році, але знизилася до 1,1 млрд дол США в 1974 році. Інфляція зросла до 200 %, оскільки країна страждала від економічних потрясінь через зниження американської допомоги, а також зростання цін на нафту в жовтні 1973 року. 
«Об'єднання» В'єтнаму в 1976 році привело до введення централізованої планової економіки Північного В'єтнаму на півдні. Країна не мала значного економічного прогресу протягом наступних двадцяти років. 
Після розпаду Радянського Союзу і закінчення радянської допомоги, керівництво В'єтнаму погодилося з необхідністю змін. Її окупаційну армію було виведено з Лаосу та Камбоджі. Після цього країна здійснила економічні реформи і створила ринкову економіку в середині 1990-х. Уряд, як і раніше, здійснює тоталітарну колективну диктатуру під пильним контролем Комуністичної партії.

## Демографія
Близько 90 % населення Південного В'єтнаму складали в'єтнамці, 10 % були хоа, дегар, французи, тями тощо.